# إيتاي شيختر

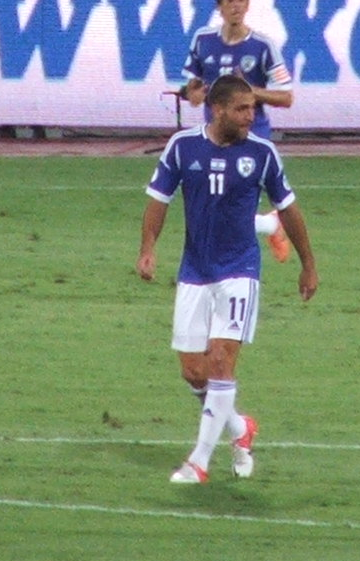

إيتاي ستيختر (بالعبرية:איתי שכטר)، من مواليد 22 فبراير 1987 في رمات ييشاي في إسرائيل.، لاعب كرة قدم إسرائيلي.
يلعب حالياً مع نادي هبوعيل تل أبيب والمنتخب الإسرائيلي.
سجل هدف في مرمى منتخب كرواتيا في تصفيات كأس الأمم الأوروبية لكرة القدم 2012.

## وصلات خارجية
- إيتاي شيختر على موقع الاتحاد الأوربي (الإنجليزية)
- إيتاي شيختر على موقع قاعدة بيانات كرة القدم.إي يو (الإنجليزية)
- إيتاي شيختر على موقع بيانات كرة القدم. دي إي (الألمانية)
- إيتاي شيختر على موقع ناشيونال فوتبول تيمز (الإنجليزية)
- إيتاي شيختر على موقع Soccerbase.com (لاعب) (الإنجليزية)
- إيتاي شيختر على موقع Soccerway.com (الإنجليزية)
- إيتاي شيختر على موقع عالم كرة القدم.نت (الإنجليزية)
- إيتاي شيختر على موقع AS.com (الإسبانية)